# Heinz-Werner Götz
Heinz-Werner Götz (* 28. Juli 1941 in Aschaffenburg) ist ein deutscher Kaufmann.
Götz besuchte die Schule in Ulm und Würzburg und legte das Abitur ab. Nach einer Ausbildung zum Industriekaufmann war er in diesem Beruf tätig. Daraufhin studierte er Betriebswirtschaftslehre in Würzburg und beendete das Studium mit dem Titel des Diplom-Kaufmanns. 1972 stieg er beim Verband bayerischer Wohnungsbauunternehmen ein, 1995 wurde er Verbandsdirektor und geschäftsführendes Vorstandsmitglied des VdW in Bayern. 1976 legte er das Examen zum Steuerberater, 1978 das Examen zum Wirtschaftsprüfer ab. Er gehörte dem Vorstand der GdW beim Bundesverband deutscher Wohnungsunternehmen sowie der GdW Revision AG, einer Wirtschaftsprüfungsgesellschaft an. Zudem war er Vorsitzender des Aufsichtsrats der Bavaria Treu AG, einer weiteren Wirtschaftsprüfungsgesellschaft. 1998 zog er in den Bayerischen Senat ein, in dem er bis zu seiner Auflösung im Jahr darauf die Genossenschaften vertrat.